# Solidus (munt)

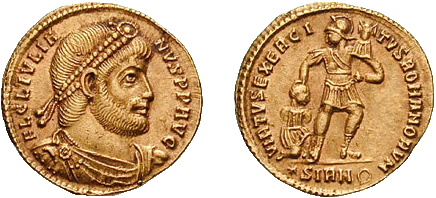
Een solidus van Julianus Apostata (ca. 361)

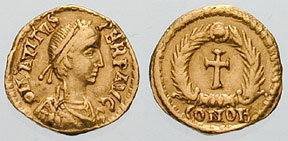
Een tremissis van Avitus (ca. 456)

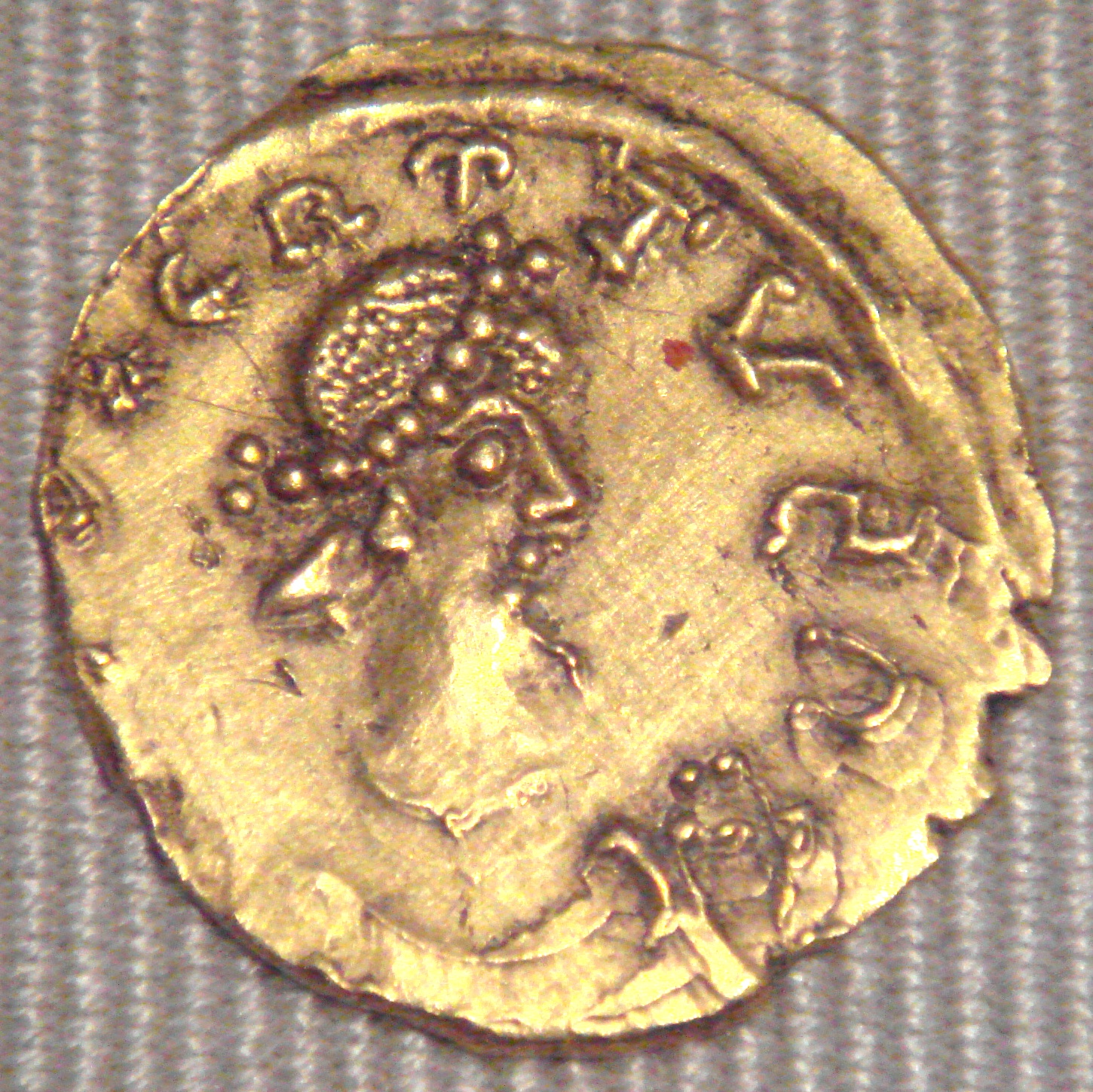
Solidus van Dagobert I (ca. 625)

Een solidus (het Latijnse woord voor solide) is een oorspronkelijk Romeinse gouden munt, die door Constantijn de Grote in 309/310 werd ingevoerd en in gebruik bleef in het Byzantijnse Rijk tot in de 10e eeuw. De munt verving de aureus als de voornaamste gouden munt in het Romeinse Rijk. De Franse sou is ervan afgeleid; deze veel minder waardevolle munt bleef in gebruik tot aan de Franse Revolutie.
De naam solidus was reeds eerder door Diocletianus (284–305) gebruikt voor de gouden munt die hij had geïntroduceerd, die verschilde van de solidus die door Constantijn werd geïntroduceerd. De munt werd geslagen met een theoretische waarde van 1/72 van een Romeinse pond (ongeveer 4,5 gram). De solidus was breder en dunner dan de aureus, met uitzondering van sommige kleine dikke munten van het Byzantijnse Rijk. Het gewicht en fijnheid van de solidus bleven behoorlijk constant in zijn lange productieperiode, met weinig uitzonderingen. Denominaties van de solidus zoals de as semissis (halve solidus) en tremissis (een derde solidus) werden ook geslagen. De tremissis bleef als zelfstandige munt nog lang in gebruik in West-Europese landen zoals het Angelsaksische en het Frankische Rijk.
Het woord soldaat is afgeleid van solidus, omdat de soldaten ermee werden betaald. Hun loon wordt soldij genoemd.

## Wetenswaardigheden
In de jaren 1840, 1905, 2012 en 2016 werden in een boomgaard in Lienden (Buren) ten minste 42 solidi uit de late vierde en vijfde eeuw gevonden. Het was de laatste Romeinse goudschat uit Nederland en de aangrenzende regio's.